# Танко Дяков
Танко Дяков е български футболист, защитник, роден на 18 август 1984 г. в град Стара Загора. Играл е за ПФК Берое (Стара Загора), ПФК Славия (София) и ПФК Вихрен (Сандански), ПФК Черно море (Варна), ПФК Локомотив (София)..